# Renée van Leusden
Renée van Leusden (Arnhem, 1947) is een Nederlandse beeldhouwster.

## Leven en werk
Van Leusden werd opgeleid aan de Koninklijke Academie voor Kunst en Vormgeving in 's-Hertogenbosch. Vanaf 1973 is ze werkzaam als beeldhouwer, die voornamelijk werkt met brons. Haar werk is veelvuldig tentoongesteld in binnen- en buitenland, zoals in 1991 in het Grand Palais in Parijs. Het werk van Van Leusden maakte deel uit van collecties van gemeentes, overheden, bedrijven en particulieren.

## Werken (selectie)
- 1990 Drie Figuren - Stationssingel in Ravenstein
- 1992 (4 dorpskernen) - Oranjeboomstraat in Mill (niet meer aanwezig)
- 1993 Het Beraad - Grote Markt in Hulst
- 1994 Het stille Ambtenarenverzet - 't Erf in Leusden
- 1994 (sculptuur) - Kerkplein in Ootmarsum
- 1996 (gevelsculptuur) - Kloosterstraat / Elisabethstraat in Vught
- 1997 Gracieuze - Koppelstraat (Muziektuin) in Beek en Donk
- 1998 In Harmonie - Herstraat in Den Hout
- 1999 Bewogen op weg - Brink in Sint Anthonis
- 2000 Samengaan - Kruidenlaan in Kerkdriel
- 2001 Komen en gaan - Robert Schumandomein in Randwyck (Maastricht)
- 2001 De vlucht - oorlogsmonument Rijndijk in Doornenburg
- 2001 Samen - Antoon Coolenlaan in Eindhoven
- 2003 Belofte - Voorstraat in Gramsbergen
- 2004? Spirit - Magnolia in Beek en Donk
- 2005 Energie - 't College in Eindhoven
- 2005 (zonder titel) - Havensingel in 's-Hertogenbosch

## Fotogalerij

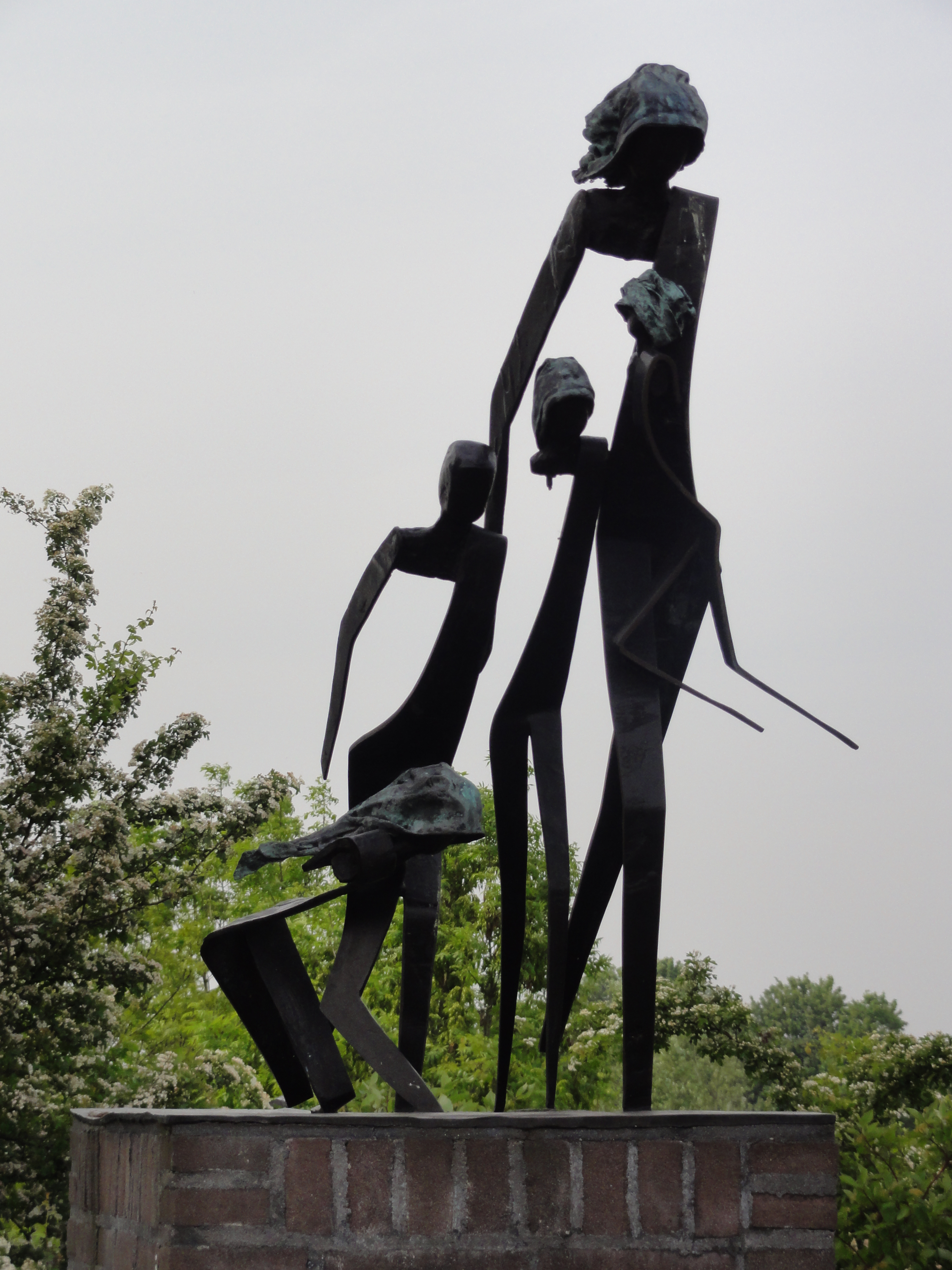
De Vlucht, Doornenburg
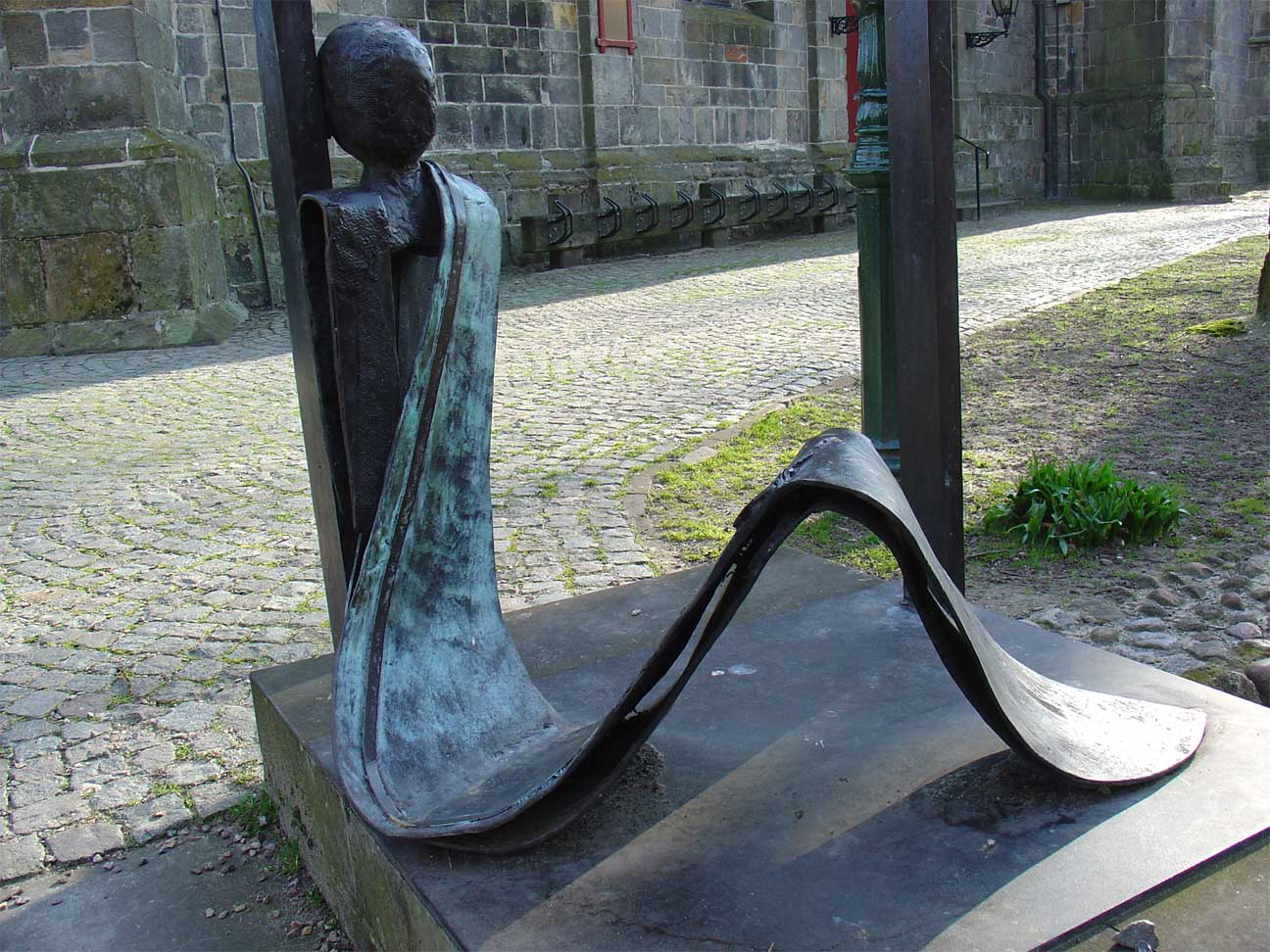
Sculptuur (1994), Ootmarsum
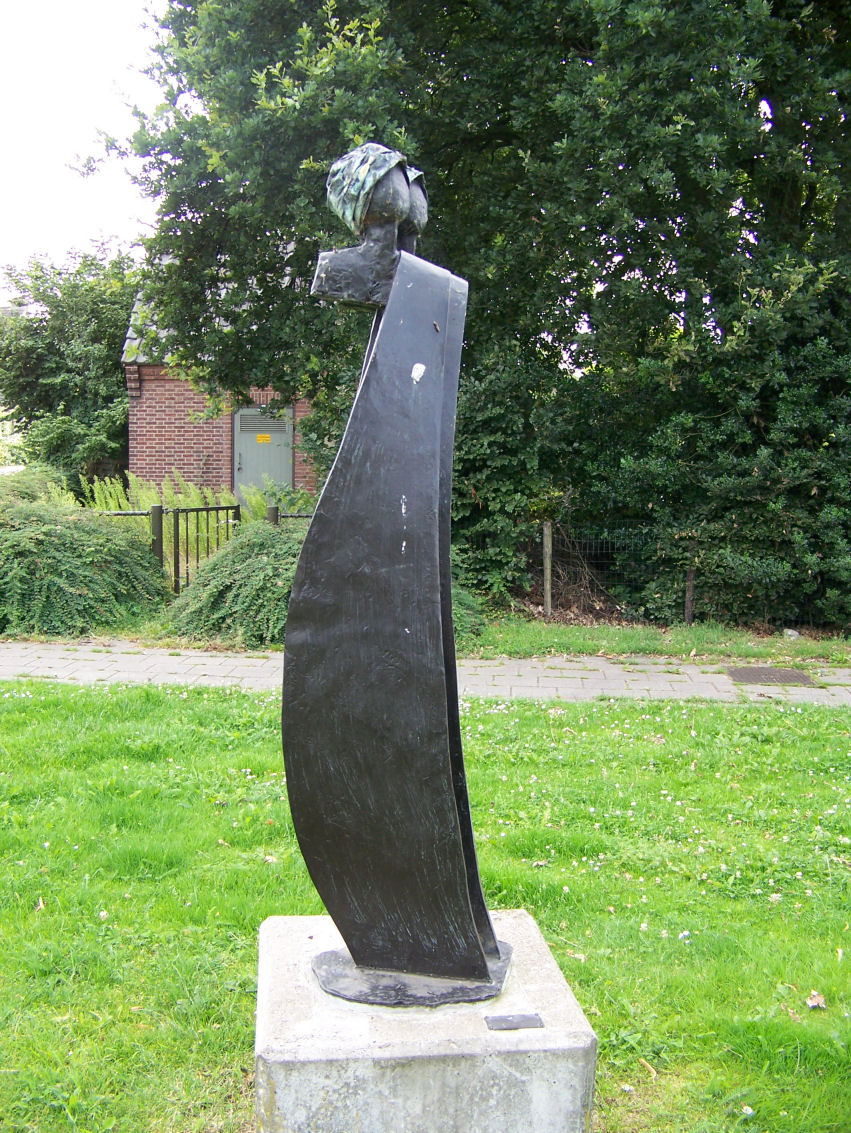
In Harmonie (1998), Den Hout
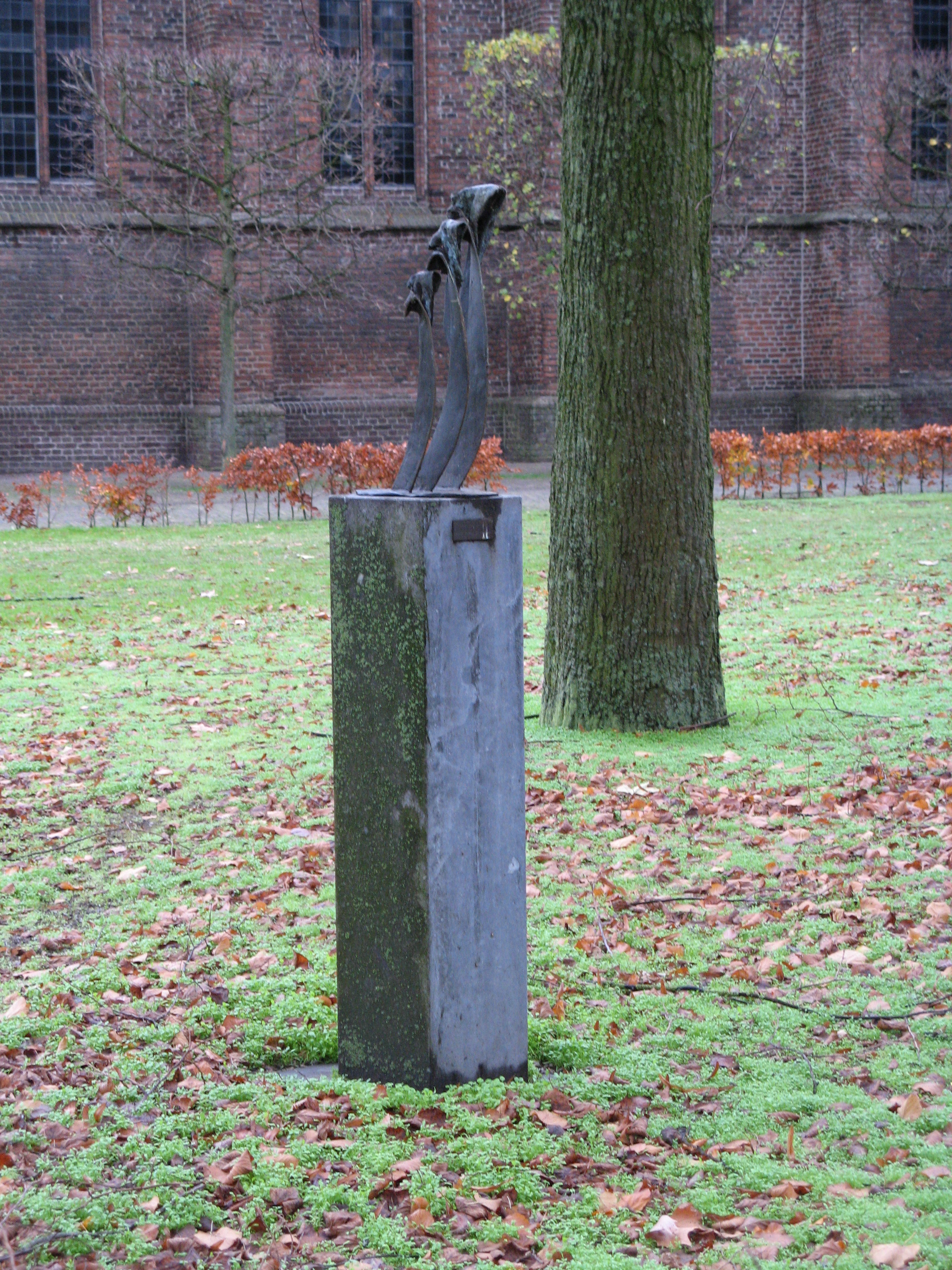
Bewogen op weg (1999), Sint Anthonis
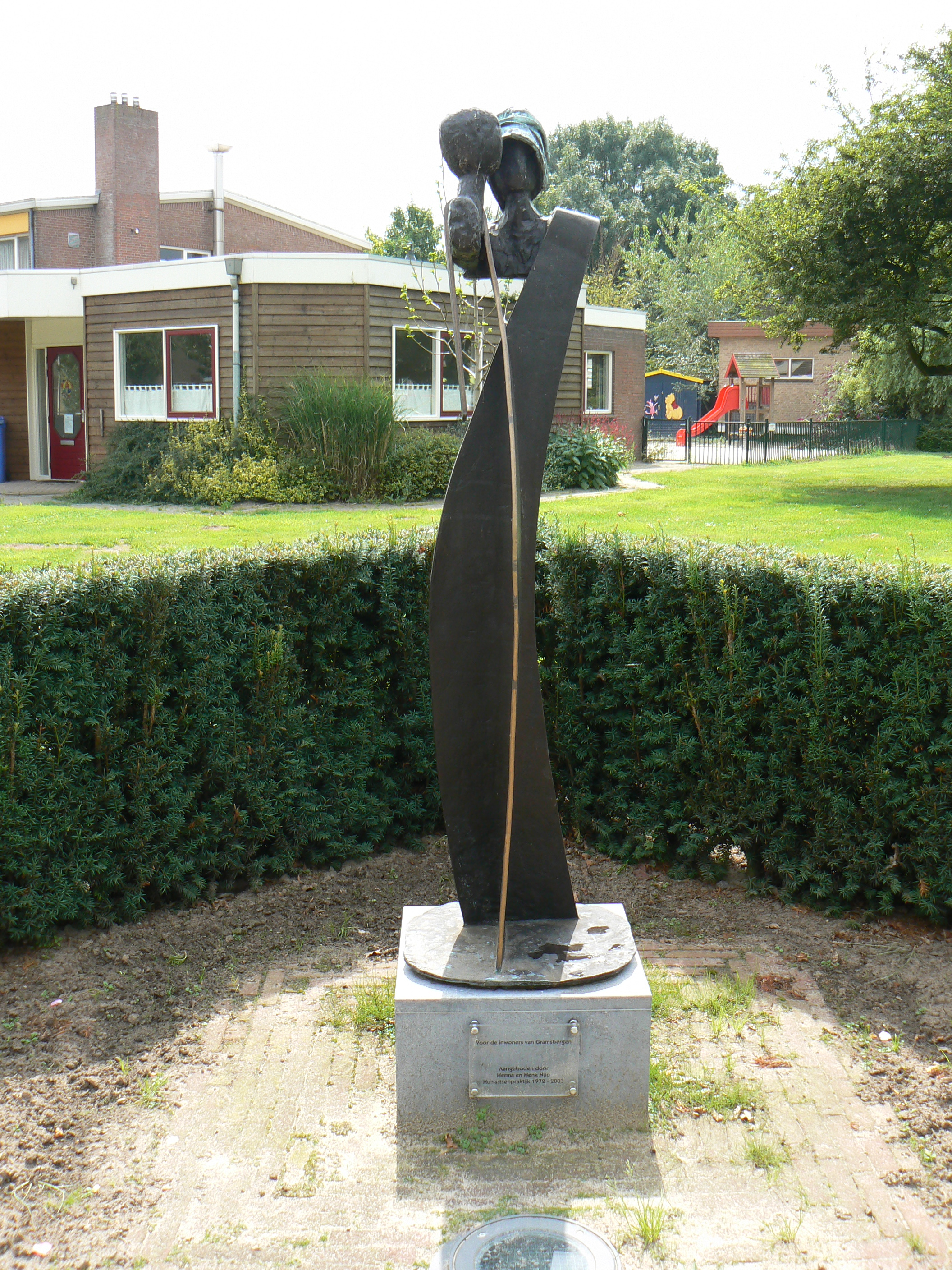
Belofte (2003), Gramsbergen